# کرم نواری خرگوش
تِنیا پیزیفورمیس (به انگلیسی: Taenia pisiformis) یک انگل روده سگ و گربه است.